# Катастрофа Boeing 747 возле Маврикия
Катастрофа Boeing 747 возле Маврикия — крупная авиационная катастрофа, произошедшая в субботу 28 ноября 1987 года. Авиалайнер Boeing 747-244B Combi авиакомпании South African Airways (SAA) совершал плановый рейс SA 295 по маршруту Тайбэй—Порт-Луи—Йоханнесбург, но при подлёте к Порт-Луи на его борту произошёл сильный пожар. Экипаж попытался долететь до аэропорта Порт-Луи, но горящий лайнер рухнул в Индийский океан в 248 километрах восточнее Маврикия. Погибли все находившиеся на его борту 159 человек — 140 пассажиров и 19 членов экипажа.
В ходе поисковых работ оба бортовых самописца лайнера были подняты с рекордной глубины (4900 метров), однако официально причина пожара так и не была установлена, что породило различные теории заговора.

## Сведения о рейсе 295

### Самолёт
Boeing 747-244B Combi (регистрационный номер ZS-SAS, заводской 22171, серийный 488) был выпущен в 1980 году (первый полёт совершил 12 ноября), после чего 24 ноября был продан авиакомпании South African Airways (SAA), которая присвоила ему имя Helderberg. Оснащён четырьмя двухконтурными турбовентиляторными двигателями Pratt & Whitney JT9D-7Q. Относясь к модификации «Combi», самолёт был грузопассажирским, то есть помимо грузового отсека внизу фюзеляжа под груз была отведена и задняя часть пассажирской палубы, что позволяло совместить перевозку пассажиров и грузов. За время эксплуатации самолёта до дня катастрофы не было отмечено никаких существенных неполадок. На день катастрофы 7-летний авиалайнер совершил 4877 циклов «взлёт-посадка» и налетал 26 743 часа 48 минут.

### Экипаж и пассажиры
Самолётом управлял опытный экипаж, состав которого был таким:
- Командир воздушного судна (КВС) — 49-летний Давид Я. Ойс (африк. Dawid J. Uys). Очень опытный пилот, проработал в авиакомпании SAA 20 лет 6 месяцев (с 18 апреля 1967 года). Управлял самолётами Boeing 707, Boeing 727 и Airbus A300. Налетал 13 843 часа, 3884 из них на Boeing 747.
- Второй пилот — 36-летний Дэвид Х. Эттвелл (англ. David H. Attwell). Опытный пилот, проработал в авиакомпании SAA 11 лет и 2 месяца (с 22 сентября 1976 года). Управлял самолётами Boeing 707 и Boeing 737-200. Налетал 7362 часа, 4096 из них на Boeing 747.
- Бортинженер — 45-летний Джузеппе М. Беллагарда (итал. Giuseppe M. Bellagarda). Проработал в авиакомпании SAA 13 лет и 5 месяцев (с 27 июня 1974 года). Управлял самолётом Airbus A300. Налетал 7804 часа, 4555 из них на Boeing 747.
- Сменный второй пилот — 37-летний Джеффри Берчелл (англ. Geoffrey Birchall). Опытный пилот, проработал в авиакомпании SAA 11 лет и 3 месяца (с 18 августа 1976 года). Управлял самолётом Boeing 727. Налетал 8749 часов, 4254 из них на Boeing 747.
- Сменный бортинженер — 34-летний Алан Дэниэл (англ. Alan Daniel). Проработал в авиакомпании SAA 2 года и 6 месяцев (с 8 мая 1985 года). Налетал 1595 часов, 227 из них на Boeing 747.

В салоне самолёта работали 14 бортпроводников:
- Нико ван Схалквик (африк. Nico van Schalkwyk), 35 лет — старший бортпроводник.
- Китшофф Бургер (англ. Kitshoff Burger).
- Джо Энн Макьюэн (англ. Jo Anne McEwen), 32 года.
- Флёр Страйдом (африк. Fleur Strijdom), 39 лет.
- Ян ван Зил (африк. Jaan van Zyl), 32 года.
- Питер Л. Крэм (англ. Peter L. Cramb), 27 лет.
- Мэнни М. де Алмейда (англ. Manny M. de Almeida), 26 лет.
- Андрис Р. Келлерманн (африк. Andries R. Kellermann), 30 лет.
- Луиз О’Брайан (англ. Louise O’Brien), 31 год.
- Эттьенн Ф. ван дер Вестхейзхен (африк. Ettienne F. van der Westhuizen), 33 года.
- Эстель Л. Схалекамп (африк. Estelle L. Schalekamp), 32 года.
- Андре Е. Схалекамп (африк. Andre E. Schalekamp), 40 лет.
- Сандра Лоуренс (англ. Sandra Laurens), 26 лет.
- Марта Магдалена Крюгер (англ. Martha Magdalena Kruger).

| Гражданство          | Пассажиры | Экипаж | Всего |
| -------------------- | --------- | ------ | ----- |
| Австралия            | 2         | 0      | 2     |
| Дания                | 1         | 0      | 1     |
| ФРГ                  | 1         | 0      | 1     |
| Гонконг              | 2         | 0      | 2     |
| Япония               | 47        | 0      | 47    |
| Республика Корея     | 1         | 0      | 1     |
| Маврикий             | 2         | 0      | 2     |
| Нидерланды           | 1         | 0      | 1     |
| ЮАР                  | 52        | 19     | 71    |
| Китайская Республика | 30        | 0      | 30    |
| Великобритания       | 1         | 0      | 1     |
| Всего                | 140       | 19     | 159   |

Всего на борту самолёта находились 159 человек — 19 членов экипажа и 140 пассажиров.

## Хронология событий

### Предшествующие обстоятельства
27 ноября 1987 года Boeing 747-244B Combi борт ZS-SAS, находясь в аэропорту Чан Кайши, готовился к выполнению рейса SA 295 в аэропорт Плэйсанс, который являлся промежуточной остановкой по пути в Йоханнесбург. Экипаж состоял из 5 членов лётного экипажа (включая сменных второго пилота и бортинженера) и 14 бортпроводников. Всего на борту самолёта находились 140 пассажиров и 43 225 килограммов груза и багажа, причём непосредственно в грузовом отсеке позади пассажиров находились 6 поддонов с грузом. В баки было залито 149 000 килограммов авиатоплива. По плану вылет должен был быть в 13:00, но из-за сложных погодных условий и опаздывания стыковочного рейса вылет был отложен. В 14:23 рейс SA 295 наконец вылетел из аэропорта Чан-Кайши. Расчётная продолжительность полёта составляла 10 часов 14 минут.
На основной стадии полёт проходил без отклонений. В 14:56:04 экипаж перешёл на связь с диспетчерами в Гонконге, а затем последовательно обращался в Бангкок, Куала-Лумпур, Коломбо, Кокосовые острова и Порт-Луи. В 15:55:18 экипаж связался с оператором авиакомпании SAA в аэропорту Ян Смэтс (Йоханнесбург) и доложил, что они покинули Тайбэй в 14:23, летят на эшелоне FL310 (9450 метров) и ориентировочное время посадки в Порт-Луи — 00:35. Оператор указал экипажу, что система селективного вызова (SELCAL) неисправна, и дал расчётное время следующего вызова в 18:00. Однако больше экипаж с центром не связывался, хотя продолжал вести обычные радиообмены с диспетчерскими центрами. Примерно в 22:30 экипаж, используя КВ радиостанцию, связался с Маврикием на частоте 3476 кГц и доложил, что самолёт прошёл 70-й меридиан восточной долготы в 22:29 на эшелоне FL350 (10 650 метров), а расчётное время достижения 65-го меридиана восточной долготы — 23:12. О прохождении 65-го меридиана на эшелоне FL350 было доложено в 23:13:27, а о прохождении 60-го меридиана в 23:58.

### Катастрофа
По данным речевого самописца, из 30 минут записи первые 28 минут являлись обычными рутинными разговорами. Но на 28 минуте 30 секунде (за 1,5 минуты до конца записи) в кабине экипажа раздался звук пожарной сигнализации. На вопрос КВС бортинженеру об источнике сигнала было доложено, что сигнал с главной грузовой палубы (находится за пассажирским салоном). КВС дал указание зачитать контрольный список действий при пожаре, зачитывание списка было слышно в течение 30 секунд. Затем на всех четырёх каналах был слышен сигнал на частоте 800 Гц, который закончился трелью в 29:52 с момента начала записи; этот звук означал, что огонь добрался до проводов датчиков самописца и повредил их. Точный временной период записи не установлен, он находится где-то между 23:14 (доклад о прохождении 65-го меридиана) и 23:48:51, когда экипаж связался с диспетчером аэропорта Порт-Луи и доложил о проблемах на борту.
В 23:49:07 второй пилот доложил диспетчеру, что в самолёте задымление, в связи с чем экипаж выполняет аварийное снижение до эшелона FL140 (4250 метров). Диспетчер разрешил снижение и спросил, предупреждать ли аварийные службы в аэропорту, на что ответ был положительным. В 23:51:02 диспетчер подхода запросил сведения о местонахождении самолёта, на что экипаж ответил, что из-за проблем с электричеством большинство приборов отключились и они не знают своё местоположение. Когда в 23:52:33 подход запросил расчётное время прибытия, то ему доложили 00:30.
В 23:52:50 второй пилот случайно включил передачу, когда спрашивал у бортинженера об остатке кислорода. Далее 8 минут 44 секунды была тишина, после чего в 00:01:34 второй пилот начал давать бортинженеру инструкции, которые не удалось разобрать. Затем в 00:02:43 второй пилот сказал, что расстояние 65 морских миль (изначально следователи решили, что речь шла о расстоянии до аэропорта Плэйсанс, но впоследствии было установлено, что это было расстояние до следующей точки маршрута — Xagal, а до аэропорта было ещё 145 миль). В 00:02:50 диспетчер подхода дал указание рейсу 295 занимать эшелон FL50 (1524 метра), а в 00:03:00 передал метеосводку в аэропорту. В 00:03:43 диспетчер спросил у экипажа, на какую полосу они намерены садиться, на что пилот ответил: 13, но диспетчер его тут же поправил, что 14, так как ВПП недавно была переименована. В 00:03:56 диспетчер дал прямой заход на посадку по направлению на ненаправленный радиомаяк «Flic-en-Flac» (FF) и доложить о снижении до эшелона FL50, на что в 00:04:02 пилот ответил: Кей. В 00:08:00 диспетчер подхода попытался вновь вызвать рейс 295, но ему не ответили. Вплоть до 00:30 диспетчер делал неоднократные вызовы, но все они были без ответа.
Примерно в 00:07 (04:07 местного времени, время было определено по двум повреждённым наручным часам, находившимся в ручной клади) рейс SA 295 рухнул в Индийский океан в точке координат 19°10′30″ ю. ш. 59°38′00″ в. д. и полностью разрушился. Все 159 человек на его борту погибли.
Двое свидетелей на юго-восточном берегу небольшого острова в 9,6 километрах от Маврикия утверждали, что в это же время видели быстро снижающийся красно-жёлтый объект, который пролетел на высоте 1828—2134 метров над горизонтом и скрылся за островом Раунд. Но, как позже было установлено, их показания не сходились с реальной траекторией падения лайнера, а пламя не вырывалось наружу; наиболее вероятно, что они видели метеорит.

## Расследование
Были начаты поиски самолёта. После 12:00 следующего дня были обнаружены первые обломки лайнера и 8 тел погибших с сильнейшими повреждениями. Было установлено, что 2 человека погибли от отравления дымом (некоторые пассажиры умерли ещё до падения самолёта), также у всех 8 тел в трахеях были найдены следы сажи. Также был найден огнетушитель с повреждённым огнём корпусом, хотя металл, из которого был сделан огнетушитель, начинает плавиться при температуре не менее 600 °C.
Были начаты поиски самолёта на дне Индийского океана. Останки лайнера под водой были найдены в декабре 1988 года на подводной горе разбросанными на глубине от 4400 до 4900 метров. Также были найдены оба бортовых самописца, но на них были записаны только первые 2 минуты развития аварийной ситуации. Положение обломков на дне океана позволило следствию вынести предположение, что перед тем как упасть в океан, самолёт взорвался.
До сих пор не установлено, что именно вызвало пожар. Самая популярная версия гласит, что он был вызван грузом, который нельзя перевозить на борту как пассажирского, так и грузового самолёта. Также есть предположения, что правительство ЮАР сделало заказ авиакомпании South African Airways (SAA) на то, чтобы провезти военные боеприпасы, так как ЮАР в то время воевала с Анголой. Во время полёта эти боеприпасы загорелись и вызвали пожар.
Также до сих пор ходят слухи о том, что это был теракт. Что касается взрыва, то он, скорее всего, был вызван тем, что экипаж открыл дверь в пассажирском салоне, чтобы пассажиры не задохнулись, но это в свою очередь привело к усилению пожара. И когда огонь добрался до электропроводки и топливного бака, произошёл взрыв.
В 1996 году было начато новое расследование причин катастрофы рейса SA 295 по заказу авиакомпании South African Airways (SAA) и правительства ЮАР. Толком оно ни к чему не привело, но следователи намекали, что это был чей-то злой умысел. Некоторые считают, что катастрофа была спровоцирована перевозкой перхлората аммония в военных целях.

## Культурные аспекты
Катастрофа рейса 295 SAA показана в 5 сезоне канадского документального телесериала Расследования авиакатастроф в серии Злополучный груз.

### Комментарии
1. ↑  Здесь и далее указано Всемирное координированное время — UTC